# 아미산 (부산)
아미산(峨嵋山)은 서구 아미동 일대와 사하구 장림동의 구릉성 산지이다. 정상에 전망대가 있어 낙동강 삼각주등을 관찰 할 수 있다. 부산에서 산불이 가장 많이 일어나고 있는 산 중의 하나로 손을 꼽힌다.